# Aglaoschema rufiventre
Aglaoschema rufiventre là một loài bọ cánh cứng trong họ Cerambycidae.